# Mohammed Said Hersi
Mohammed Said Hersi, Morgan, Generał Morgan (som. Maxamed Siciid Xirsi Moorgan; ur. 1949 w Qardho, zm. 28 maja 2025 w Nairobi) – somalijski polityk, wojskowy, generał, kandydat w wyborach prezydenckich w 2009.
Był zięciem Mohammeda Siada Barre – prezydenta Somalii w latach 1969–1991. W latach 80. dowodził tłumieniem powstania na północy kraju, w późniejszym Somalilandzie. Zwano go "królem Hargejsy". Po upadku reżimu przez większość lat 90. kontrolował portowe miasto Kismaju.